# Svulten, Västmanland
Svulten är en sjö i Nora kommun i Västmanland och ingår i Norrströms huvudavrinningsområde.